# Урхарт, Джейн
Джейн Урхарт (род. 21 июня 1949, Greenstone, Онтарио) — канадская писательница и поэтесса. Её дебютный роман, «Водоворот» (опубликован в 1986 году), получил международное признание, она стала первой канадкой, получившей престижную французскую премию Prix du Meilleur Livre Etranger (премия за лучшую иностранную книгу). В 1997 году её четвертый роман, The Underpainter, получил литературную премию генерал-губернатора.

## Биография
Урхарт родилась 21 июня 1949 года в Литтл-Лонглаке, небольшом шахтёрском городке на севере провинции Онтарио, в семье горного инженера Уолтера Эндрю Картера и Мэриан Куинн. Куинн выросла на ферме в большой семье. После свадьбы супруги переехали в Литтл-Лонглак из-за работы Картера. Там у них родилось трое детей, причем Уркхарт была младшей и единственной дочерью.
Наследие семьи оказало неизгладимое влияние на творчество Уркхарт. Ирландские предки её матери были иммигрантами, прибывшими в Канаду в середине XIX века во время Великого голода. Родители Урхарт были свидетелями испытаний Первой и Второй мировых войн. Благодаря этому детство Уркхарта было наполнено историями об Ирландии и поселении в Канаде. «Женщины — это люди, которые передают истории из поколения в поколение в любой семье», — говорит Уркхарт. «Время от времени кто-нибудь из мужчин рассказывал историю. Когда они это делали, это было очень волнующее событие, и часто оно было связано с войной. Но женщины постоянно сплетничали. Я всегда была убеждена, что сплетни — это не зло. Я рассматриваю их как исследование человеческой природы».
После седьмого класса Уркхарт поступила в Хавергал-колледж, частную школу для девочек. После этого проучилась один семестр в младшем колледже в Британской Колумбии, а затем поступила в Гуэлфский университет и в 1971 году получила степень бакалавра по английской литературе. В 1973 году она вернулась, на этот раз для изучения истории искусства, и получила вторую степень бакалавра в 1976 году. В интервью Уркхарт вспоминает, что её детское образование почти не затрагивало историю Канады и канадскую литературу. «Когда я училась в школе, мы были колонией, и поэтому прошлое, каким я его знала, сохранилось в физическом виде. Оно существовало в амбарах и заборах, онтарийских готических фермерских домах, старых дровяных печах». В результате у Уркхарт появилось увлечение пейзажами, которое она пронесет через всё своё творчество.

### Личная жизнь
В 1968 году Урхарт вышла замуж за Пола Кила, который в то время учился в Колледже искусств Онтарио, а позже — в Колледже искусств и дизайна Новой Шотландии. По трагической случайности Кил погиб в автокатастрофе в 1973 году, когда Урхарт было всего 24 года. Смерть Кила подтолкнула Урхарт к возвращению в колледж: «Я хотела изучать историю искусства, отчасти чтобы почтить его память, а отчасти чтобы быть рядом с друзьями, которых мы завели, пока жили в Гельфе и его окрестностях». Опыт потери в столь юном возрасте повлиял на творчество Урхарт, особенно на роман «Водоворот», главной героиней которого была такая же молодая вдова. «Думаю, тот факт, что Пол умер именно тогда, когда он умер, когда мы оба были так молоды, позволил мне вспомнить, каково это — пережить такую разрушительную потерю в раннем возрасте, как это делают мои герои в этой книге», — объясняет она.
В 1976 году Урхарт вышла замуж за канадского художника Тони Урхарта, у которого было четверо детей от предыдущего брака. Джейн Урхарт говорит об этом времени: «Это было здорово… мы все были примерно одного возраста… У меня не было опыта общения с детьми, поэтому у меня не было опыта воспитания детей, а значит, я не знала, как это делать. Я была самой младшей в своей семье. Поэтому моя роль по отношению к ним никогда не была чётко определена, и в результате мы просто смогли развить своего рода дружбу». Необходимость находиться дома, особенно когда в 1977 году родилась её собственная дочь Эмили, способствовала её писательской деятельности, и она позволила себе планировать время для писательства каждый день.
С 1996 по 2013 год Уркхарт владела коттеджем в Макгилликадди-Рикс. В этом коттедже, расположенном на берегу озера Онтарио, она проводила летние каникулы. Сейчас Уркхарт живёт в Юго-Восточном Онтарио. Её муж Тони Урхарт умер в 2022 году.

## Творчество
Уркхарт — автор семи романов, в том числе: «Водоворот», первая канадская книга, получившая престижную французскую премию Prix du Meilleur livre etranger (премия за лучшую иностранную книгу); «Меняя небеса»; «Прочь», лауреат премии Триллиум и финалист престижной Дублинской литературной премии; The Underpainter, лауреат премии генерал-губернатора и финалист премии Rogers Communications Writers' Trust Fiction Prize; The Stone Carvers, финалист премии Giller Prize, премии генерал-губернатора и вошёл в лонг-лист Букеровской премии 2001 года; A Map of Glass, финалист региональной премии Commonwealth Writers' Prize за лучшую книгу, и Sanctuary Line, финалист премии Giller Prize.
Её произведения, изданные во многих странах, переведены на множество иностранных языков. Она также написала биографию Люси Мод Монтгомери для серии Penguin Extraordinary Canadians. Уркхарт является кавалером Ордена искусств и литературы во Франции и офицером Ордена Канады.
Уркхарт получила множество почётных докторских степеней от канадских университетов, входила в совет PEN Canada. Входила в состав жюри нескольких международных премий, в том числе Международной дублинской премии IMPAC, премии Гиллера и американской Международной премии Нойштадта.
Книга «Зимой я встаю по ночам» была включена в лонг-лист премии «Гиллер» 2024 года.

### Романы
- The Whirlpool. Toronto: McClelland & Stewart, 1986. ISBN 9780771086878
- Changing Heaven. Toronto: McClelland & Stewart, 1990. ISBN 978-0-87923-895-7
- Fragment of a Novel in Progress. Ottawa: Magnum Bookstore, 1992
- Away. Toronto: McClelland & Stewart, 1993. ISBN 9780747516774
- The Underpainter. Toronto: McClelland & Stewart, 1997. ISBN 9780771086649
- The Stone Carvers. Toronto: McClelland & Stewart, 2001. ISBN 9780771086878
- A Map of Glass. Toronto: McClelland & Stewart, 2005. ISBN 9780771087271
- Sanctuary Line. Toronto: McClelland & Stewart, 2010. ISBN 9781596923669
- The Night Stages. McClelland & Stewart, 2015. ISBN 9780771094422
- In Winter I Get Up at Night, 2024